# Bipra Noapara
Bipra Noapara é uma vila no distrito de Haora, no estado indiano de Bengala Ocidental.

## Demografia
Segundo o censo de 2001, Bipra Noapara tinha uma população de 8996 habitantes. Os indivíduos do sexo masculino constituem 54% da população e os do sexo feminino 46%. Bipra Noapara tem uma taxa de literacia de 67%, superior à média nacional de 59,5%; a literacia no sexo masculino é de 74% e no sexo feminino é de 58%. 11% da população está abaixo dos 6 anos de idade.